# Kirilo Rozumovskij
Kirilo Rozumovskij (ukr. Кирило Григорович Розумовський, rus. Кирилл Григорьевич Разумовский); (Kozelec, 18. ožujak 1728. - Baturin, 1. siječnja 1803.); posljednji ukrajinski hetman s priznatom autonomijom u Ruskom Carstvu. Svoju političku funkciju ukrajinskog hetmana obnašao je u razdoblju od 1750. do studenog 1764. godine kada ga je na ostavku prisilila ruska carica Katarina II. Mladi Kirilo je sa svega 18 godina postao ravnatelj Ruske akademije znanosti zahvaljujući svome bratu i utjecajnom glazbeniku Oleksiju Rozumovskom koji je bio ljubavnik ruske carice Elizabete I.
Kirilo Rozumovskij je odrastao na ruskim dvorovima u najelitnijim carskim krugovima stoga nije previše poznavao probleme najšire ukrajinske populacije. Iako je imao izrazitu želju poboljšati život ukrajinskog puka, koji se našao pred velikim carskim restrikcijama, to mu u konačnici nije pošlo za rukom. Za svoje vladavine Kirilo je ukrajinski grad Baturin, koji se nalazio u sastavu bivše Zaporoške Republike, učinio prestižnim središtem novog Ukrajinskog Hetmanata. Veliku arhitektonsku pozornost pokolnio je i gradu Hluhivu. Imao je pet sinova koji su za života obnašali visoke funkcije u Ruskom Carstvu.

## Vanjske poveznice
- Biografija Kirila Rozumovskog (eng.)
- Ukrajinski mediji o životu Kirila Rozumovskog